# Šandor
Šandor je moško osebno ime.

## Izvor imena
Ime Šandor je različica imena Sandi oziroma Aleksander.

## Pogostost imena
Po podatkih Statističnega urada Republike Slovenije je bilo na dan 31. decembra 2007 v Sloveniji število moških oseb z imenom Šandor: 16. Med vsemi moškimi imeni pa je ime Šandor po pogostosti uporabe uvrščeno na 1.535 mesto.

## Osebni praznik
V koledarju je ime Šandor skupaj z imenom Aleksander, god pratnjuje 26. februarja ali pa 22. aprila.